# Liste der Kreisstraßen im Kreis Steinfurt
Die Liste der Kreisstraßen im Kreis Steinfurt ist eine Auflistung der Kreisstraßen im Kreis Steinfurt, Nordrhein-Westfalen.

## Abkürzungen
- K: Kreisstraße
- L: Landesstraße

## Liste
Die Kreisstraßen behalten die ihnen zugewiesene Nummer innerhalb von Nordrhein-Westfalen auch bei einem Wechsel in einen anderen Kreis oder in eine kreisfreie Stadt. Nicht vorhandene bzw. nicht nachgewiesene Kreisstraßen werden in Kursivdruck gekennzeichnet, ebenso Straßen und Straßenabschnitte, die unabhängig vom Grund (Herabstufung zu einer Gemeindestraße oder Höherstufung) keine Kreisstraßen mehr sind.
Der Straßenverlauf wird in der Regel von Nord nach Süd und von West nach Ost angegeben.
| Nr.   | Verlauf |
| ----- | --- |
| K 1   | K 9 am Flughafen Münster/Osnabrück – – L 555 |
| K 2   | in Herbern bei Greven – Hembergen – K 56 – – Saerbeck – K 11 – K 24 – L 597 – Antrup – L 589 in Lengerich                                                 |
| K 3   | L 591 in Riesenbeck – L 594 in Ibbenbüren |
| K 4   | (K 330 im Landkreis Emsland, Niedersachsen) – Landesgrenze – Paltenkämpen – K 37 in Schale                                                                |
| K 5   | L 593 in Hopsten – L 599 in Aabauerschaft |
| K 6   | L 501 in Bockraden – L 598 – L 594 in Schierloh |
| K 7   | L 599 in Muckhorst – K 33 |
| K 8   | K 26 – L 589 – Loose – K 28 – Landesgrenze – (K 305 im Landkreis Osnabrück, Niedersachsen)                                                                |
| K 9   | Greven – – Flughafen Münster/Osnabrück – K 1 – in Westladbergen                                                                                           |
| K 10  | L 591 in Lengerich – Ringel – – Kattenvenne – Vorbleck – Kreisgrenze – (K 10 im Kreis Warendorf)                                                          |
| K 11  | L 794 in Brochterbeck – Niederdorf – K 2 – – L 555 in Ladbergen                                                                                           |
| K 12  | L 796 in Laggenbeck – Handarpe – Velpe – L 584 – L 501 in Lada                                                                                            |
| K 13  | L 529 in Greven – Kreisgrenze – (K 13 in Münster) |
| K 14  | (K 308 im Landkreis Emsland, Niedersachsen) – Landesgrenze – L 593 – Dreierwalde – K 46 – L 501 – Hörstel – L 591 in Bevergern                            |
| K 15  | L 584 in Niederseeste – Halen – K 23 – K 47 in Büren bei Wersen                                                                                           |
| K 16  | L 595 – Wersen – K 23 – K 47 – Landesgrenze – (L 88 in Osnabrück, Niedersachsen)                                                                          |
| K 17  | L 833 in Bevergern – K 38 – L 594 – Püsselbüren – L 598 – L 501 – Dickenberg – L 504 – L 603 – Steinbeck – L 598 – L 603 – L 598 – Espel – L 595          |
| K 18  | in Greven – Gimbte – K 21 – Kreisgrenze – (K 18 in Münster)                                                                                               |
| K 19  | L 832 in Ibbenbüren – K 41 – L 796 in Laggenbeck |
| K 20  | L 595 – Westerbeck – L 599 – Metten – K 33 – L 501 in Ortfeld                                                                                             |
| K 21  | (K 21 in Münster) – Kreisgrenze – K 18 in Gimbte |
| K 22  | L 595 in Recke – Landesgrenze – (K 155 im Landkreis Osnabrück, Niedersachsen)                                                                             |
| K 23  | K 15 in Halen – Hunterorth – K 16 – Wersen – L 595 |
| K 24  | L 596 in Laggenbeck – L 594 – L 504 – K 44 – Brochterbeck – L 591 – K 11 – Niederdorf – K 2 – L 597                                                       |
| K 25  | L 584 in Westerkappeln – Sennlich – K 48 – L 597 in Lotte                                                                                                 |
| K 26  | L 597 in Oberbauer – L 589 – Leeden – K 27 |
| K 27  | K 28 – L 589 – Leeden – K 26 – Landesgrenze – (K 304 im Landkreis Osnabrück, Niedersachsen)                                                               |
| K 28  | L 584 – L 589 – K 27 – Osterberg – K 8 |
| K 29  | L 591 in Birgte – in Saerbeck |
| K 30  | L 589 in Leeden – L 555 in Lengerich – K 32 – Holperdorp – K 31 – Landesgrenze – (K 332 im Landkreis Osnabrück, Niedersachsen)                            |
| K 31  | K 30 in Holperdorp – L 591 – Lienen – L 834 – Aldrup – in Meckelwege                                                                                      |
| K 32  | K 30 – L 591 in Lengerich – Kattenvenne – K 34 – Landesgrenze – (K 341 im Landkreis Osnabrück, Niedersachsen)                                             |
| K 33  | L 501 in Fisbecker Forst – Höveringhausen – Metten – L 599 in Westerkappeln                                                                               |
| K 34  | – Kattenvenne – K 32 – Kreisgrenze – (K 34 im Kreis Warendorf)                                                                                            |
| K 35  | L 555 in Ladbergen – Kreisgrenze – (K 35 in Münster) |
| K 36  | (K 36 im Kreis Borken) – Kreisgrenze mit dem Kreis Borken in der Mitte der Fahrbahn – Kreisgrenze – (K 36 im Kreis Borken)                                |
| K 37  | (K 114 im Landkreis Osnabrück, Niedersachsen) – Landesgrenze – L 593 – Schale – K 4 – Hümmling – Rüschendorf – L 593 – Hopsten – L 833 – Breischen – K 38 |
| K 38  | L 598 in Uffeln – K 37 – Schultenort – L 501 – Hörstel – L 504 – – K 17 – L 591 in Riesenbeck                                                             |
| K 39  | L 595 – Priestertum – Schlickelde – L 509 – Bockraden – Ibbenbüren – L 501 – L 504                                                                        |
| K 40  | L 599 in Mettingen – L 501 in Ibbenbüren |
| K 41  | L 599 in Mettingen – K 42 – L 501 – Alstedde – K 19 |
| K 42  | K 41 in Mettingen – L 796 in Wiehe |
| K 43  | L 593 in Halverde – Landesgrenze – (K 156 im Landkreis Osnabrück, Niedersachsen)                                                                          |
| K 44  | L 504 in Ibbenbüren – Lehen – K 24 – L 504 in Holthusen                                                                                                   |
| K 45  | L 588 – Fuestrup – K 55 – (K 45 in Münster) |
| K 46  | K 14 – L 833 in Hugenort |
| K 47  | K 16 in Wersen – K 15 – Büren bei Wersen – Landesgrenze – (L 88 in Osnabrück, Niedersachsen)                                                              |
| K 48  | K 25 – L 597 |
| K 49  | – Kattenvenne – K 34 – Kreisgrenze – (K 341 im Landkreis Osnabrück, Niedersachsen)                                                                        |
| K 50  | L 555 in Greven – Westerode – Entrup – K 64 – Altenberge – K 67 – L 510 – L 874 – K 71 – Sieverding – K 51 – Kreisgrenze – (K 50 im Kreis Coesfeld)       |
| K 51  | L 510 – Waltrup – K 71 – K 50 – Kreisgrenze – (K 51 im Kreis Coesfeld)                                                                                    |
| K 53  | L 583 in Emsdetten – L 590 – L 592 – Hollingen – K 54 – Reckenfeld – L 555 in Greven                                                                      |
| K 54  | K 53 – – Reckenfeld – K 56 in Hembergen |
| K 55  | L 588 – K 45 |
| K 56  | in Emsdetten – Austum – K 54 – K 2 in Hembergen |
| K 57  | – Schotthock – L 593 – Rheine – L 501 – – Wadelheim – Landersum – K 66 – Haddorf – K 60 – Bilk – L 567 – K 61 – K 63 – in Ochtrup                         |
| K 58  | (K 58 im Kreis Borken) – Kreisgrenze – K 59 in Metelen |
| K 59  | (K 59 im Kreis Borken) – Kreisgrenze – K 58 – Metelen – L 582 – K 65 –                                                                                    |
| K 60  | (K 30 im Landkreis Grafschaft Bentheim) – Landesgrenze – Haddorf – K 57 – Offlum – Neuenkirchen – – K 66 –                                                |
| K 61  | K 57 – Rothenberge – Vollenbrok – K 65 – – Wettringen – L 567 – L 580 – L 583 in Clemenshafen                                                             |
| K 62  | (K 62 im Kreis Borken) – Kreisgrenze – L 580 in Horstmar                                                                                                  |
| K 63  | K 57 – Welbergen – K 65 |
| K 64  | L 555 in Nordwalde – Kirchbauerschaft – K 50 in Altenberge                                                                                                |
| K 65  | in Wettringen – K 61 – K 63 – L 510 – Naendorf – Peddenfeld – – Metelen – K 59 – K 58 – L 570 in Haltern                                                  |
| K 66  | (K 60 in Neuenkirchen) – Harum – Sutrum – – K 69 – Catenhorn – Hauenhorst – K 77 – L 578 in Mesum                                                         |
| K 67  | K 50 in Altenberge – Hansell – L 529 |
| K 68  | (K 316 im Landkreis Emsland, Niedersachsen) – Landesgrenze – Altenrheine – L 593 – L 501                                                                  |
| K 69  | in Rheine – K 66 in Catenhorn |
| K 71  | L 874 – K 50 – Waltrup – K 51 – K 1 |
| K 72  | L 550 in Vowinkel – Kreisgrenze – (K 72 im Kreis Coesfeld)                                                                                                |
| K 73  | in Langenhorst – Naendorf – L 582 |
| K 73n | K 57 – L 510 in Ochtrup – in Langenhorst |
| K 75  | L 510 in Borghorst – Wilmsberg – Aabauerschaft – L 579 in Laer                                                                                            |
| K 76  | L 580 in Burgsteinfurt – L 570 in Leer |
| K 77  | K 69 in Rheine – Hauenhorst – K 66 – L 578 |
| K 78  | L 580 in Alst – L 550 – Dumte – – Borghorst – L 510 – L 559                                                                                               |
| K 79  | K 80 in Fernrodde – Heine – in Elte |
| K 80  | in Rheine – Eschendorf – K 79 – Fernrodde – L 591 |
| K 81  | L 584 – Spieker – L 597 |
| K 82  | L 578 in Hollich – L 559 in Burgsteinfurt |

## Quelle
- Landesvermessungsamt Nordrhein-Westfalen, Kreiskarte Nr. 54: Kreis Steinfurt